# 占婆史
《占婆史》（法語：Le royaume de Champa），亦稱《占婆王國》，是一部關於占婆國 （位於現今越南中、南部）的歷史文獻，由法國人喬治·馬伯樂（又譯「馬司培羅」）於1910年至1913年間发表。除有關占婆歷史外，該書亦是研究越南歷史的一部重要史書。

## 編撰及史料取材

### 編撰原因
據喬治·馬司培羅在《占婆史》中的「敘言」說，編撰這部書的原因，是有感於該國自從被越南消滅以後，「其遺種今散居柬浦寨及安南南圻一帶；既乏聯絡，故於其過去之偉跡，亦久焉自忘。」為免占婆歷史的研究最終變成絕學，喬治·馬司培羅就著手編撰，以提供一部「敍述此民族之過去，及其宗教、政治、法律、風俗、藝術」的書籍。

### 史料取材
喬治·馬司培羅編撰《占婆史》時，他依據的材料包括了占婆國本國的占文、梵文石刻，以及中、越等國家的史籍。

#### 占婆本國的石刻史料
- 占文石刻：喬治·馬司培羅所搜集的占文石刻，主要是來自學者艾莫烈（Aymonier）的搜羅成果。[4]
- 梵文石刻：占婆遺留的一些用梵文刻成的石刻，當時已被譯成法文出版，如《占婆之梵文碑誌》（Inscriptions Sanscrites de Champa）、《占婆與柬浦寨之碑文目錄》（Inventaire des Inscriptions du Champa et du Cambodge）等等。這些材料，也被喬治·馬司培羅引用編成《占婆史》。[5]

#### 其他國家的史料
- 中國史料：喬治·馬司培羅說，中國與占婆的關係，從漢代開始，便透過多次的戰爭與交往而緊密起來，所以在中國史書中包含了相當豐富的占婆史料。喬治·馬司培羅引用的中國正史，有《後漢書》、《三國志》、《晉書》、《宋書》、《南齊書》、《梁書》、《陳書》、《隋書》、《南史》、《舊唐書》、《新唐書》、《五代史》、《新五代史》、《宋史》、《元史》、《明史》，另外還參考了《水經注》、《冊府元龜》、《嶺外代答》、《諸蕃志》等等浩如煙海的史料。[6]
- 越南史料：越南自從獨立建國以後，便與占婆成為鄰國（越南早期的國土範圍僅相當於現在的中、北部，占婆則據有中、南部一帶），而且雙方戰事頻繁，所以「安南史乘中之戰事，亦可供占婆史末一時代之參考」。喬治·馬司培羅所引用的越南史書，包括《安南志略》、《越史略》、《大越史記全書》、《欽定越史通鑑綱目》、《西南邊塞錄》、《皇越地輿志》等等。[7]
- 柬埔寨史料：由於柬埔寨（馮承鈞採用了另一個名稱吉蔑）亦是占婆的鄰國，並曾入侵占婆，所以有關該國文獻的《吉蔑文碑誌》，亦是喬治·馬司培羅的參考資料之一。此外，喬治·馬司培羅還在他所撰的《吉蔑帝國》（Empire Khmer）以及其他學者的著作中搜集資料。[3]
- 爪哇史料及歐洲旅行家的記述：喬治·馬司培羅還採用了數種爪哇史料及少量的歐洲旅行家記述。[8]

### 刊行
《占婆史》全書一共十章，分成不同時期刊行於《通報》：第一至四章刊於1910年；第五至九章刊於1911年；第十章刊於1913年。

## 內容
《占婆史》是由喬治·馬司培羅的「敍言」、十章的內容，以及《占婆諸王年表》構成。
- 「敍言」：是作者喬治·馬司培羅的前言，介紹了他對這部書的編撰工作及取材。
- 第一章「土地及人民」：介紹占婆的地理、種族、民俗等情況。
- 第二章「起源」：講述占婆的開國及第一王朝（192年-331年）、第二王朝（331年-420年）的歷史。
- 第三章「林邑」：講述占婆第三王朝（420年-528年）、第四王朝（529年-757年）的歷史。
- 第四章「環王國及賓童龍之霸」：講述占婆 第五王朝（758年-859年）興盛一時的歷史。
- 第五章「占城」：講述占婆第六王朝（860年-900年）、第七王朝（900年-986年）、第八王朝（989年-1044年）的歷史。
- 第六章：講述占婆第九王朝（1044年-1074年）及第十王朝（1074年-1139年）期間，占婆與大越國交戰漸趨頻繁的歷史。
- 第七章：講述占婆第十一王朝（1139年-1145年）、第十二王朝前半期（1145年-1203年）及被真臘一度佔領（1203年-1220年）的歷史。
- 第八章：講述占婆第十二王朝中興時期（1220年-1307年）的歷史。
- 第九章：講述占婆第十二王朝末年（1307年-1318年）及第十三王朝（1318年-1390年）的歷史。
- 第十章：講述占婆第十四王朝（1390年-1458年）、第十五王朝（1458年-1471年），以及大越國征服了占婆主要地區的歷史。
- 「占婆諸王列表」：是占婆歷代君主在位時間的簡表。

## 學術研究價值
- 將《占婆史》翻譯成中文版本的學者馮承鈞，就盛讚這部書的價值，說：

|  | 今人之研究占婆史者，鮮有完備之書，惟馬司培羅所撰之《占婆史》為較完善。其書乃集中越載籍、梵、占、吉蔑諸碑等史料而成。所引史籍，固不無遺漏之文，而原稿亦不乏錯誤之點。但首尾完具，為今日占婆史空前之撰述。其辨正補輯中國史書錯誤遺漏之處，亦復不少。 |

- 學者陸峻嶺認為《占婆史》不啻是研究占婆歷史的重要書籍，它更是「一部研究古代越南歷史比較完備的書。」[10]

## 中文翻譯本的情況

### 版本
- 馮承鈞的迻譯：早在1928年，《占婆史》已被馮承鈞迻譯。
- 台灣商務印書館版：在1970年代台灣商務印書館的「人人文庫」中，出版了右起直排的正體版《占婆史》。
- 北京中華書局版：2004年北京中華書局「世界漢學論叢」系列之一的《東蒙古遼代舊城探考記（外二種）》中，亦收錄了《占婆史》。這個本子採用左起橫排的簡體中文出版，另外又將作者馬司培羅改譯為馬伯樂，並在一些地方增添了注釋。此外，還附錄了由學者鄂盧梭（Aurousseau）所著，馮承鈞所譯的《占城史料補遺》。